# Diocesi di Apucarana
La diocesi di Apucarana (in latino Dioecesis Apucaranensis) è una sede della Chiesa cattolica in Brasile suffraganea dell'arcidiocesi di Londrina. Nel 2023 contava 383.000 battezzati su 503.000 abitanti. È retta dal vescovo Carlos José de Oliveira.

## Territorio
La diocesi comprende 36 comuni dello stato brasiliano del Paraná: Apucarana, Ângulo, Arapongas, Arapuã, Ariranha do Ivaí, Astorga, Borrazópolis, Cafeara, Califórnia, Cambira, Colorado, Cruzmaltina, Faxinal, Flórida, Godoy Moreira, Grandes Rios, Guaraci, Iguaraçu, Itaguajé, Ivaiporã, Jardim Alegre, Lidianópolis, Lobato, Lunardelli, Marilândia do Sul, Mauá da Serra, Munhoz de Melo, Nossa Senhora das Graças, Novo Itacolomi, Pitangueiras, Rio Bom, Sabáudia, Santa Fé, Santa Inês, Santo Inácio e São João do Ivaí.
Sede vescovile è la città di Apucarana, dove si trova la cattedrale di Nostra Signora di Lourdes.
Il territorio si estende su una superficie di 9.326 km² ed è suddiviso in 64 parrocchie, raggruppate in 6 decanati: Nord, Centro-Nord, Apucarana, Centro, Centro-Sud e Sud.

## Storia
La diocesi è stata eretta il 28 novembre 1964 con la bolla Munus apostolicum di papa Paolo VI, ricavandone il territorio dalle diocesi di Campo Mourão e di Londrina (oggi arcidiocesi).
Originariamente suffraganea dell'arcidiocesi di Curitiba, il 31 ottobre 1970 è entrata a far parte della provincia ecclesiastica dell'arcidiocesi di Londrina.

## Cronotassi dei vescovi
Si omettono i periodi di sede vacante non superiori ai 2 anni o non storicamente accertati.
- Romeu Alberti † (22 febbraio 1965 - 3 giugno 1982 nominato arcivescovo di Ribeirão Preto)
- Domingos Gabriel Wisniewski, C.M. † (17 maggio 1983 - 2 febbraio 2005 ritirato)
- Luiz Vicente Bernetti, O.A.D. † (2 febbraio 2005 - 8 luglio 2009 ritirato)
- Celso Antônio Marchiori (8 luglio 2009 - 13 dicembre 2017 nominato vescovo di São José dos Pinhais)
- Carlos José de Oliveira, dal 12 dicembre 2018

## Statistiche
La diocesi nel 2023 su una popolazione di 503.000 persone contava 383.000 battezzati, corrispondenti al 76,1% del totale.
| anno | popolazione | popolazione | popolazione | presbiteri | presbiteri | presbiteri | presbiteri                | diaconi | religiosi | religiosi | parrocchie |
| anno | battezzati  | totale      | %           | numero     | secolari   | regolari   | battezzati per presbitero | diaconi | uomini    | donne     | parrocchie |
| ---- | ----------- | ----------- | ----------- | ---------- | ---------- | ---------- | ------------------------- | ------- | --------- | --------- | ---------- |
| 1966 | 560.000     | 600.000     | 93,3        | 37         | 8          | 29         | 15.135                    |         | 37        | 78        | 28         |
| 1970 | 564.000     | 600.000     | 94,0        | 66         | 35         | 31         | 8.545                     | 1       | 45        | 10        | 40         |
| 1976 | 580.000     | 620.000     | 93,5        | 54         | 35         | 19         | 10.740                    | 20      | 19        | 99        | 51         |
| 1980 | 630.000     | 710.000     | 88,7        | 43         | 27         | 16         | 14.651                    | 47      | 16        | 94        | 64         |
| 1990 | 424.000     | 492.000     | 86,2        | 49         | 38         | 11         | 8.653                     | 69      | 12        | 65        | 59         |
| 1999 | 503.000     | 572.000     | 87,9        | 57         | 45         | 12         | 8.824                     | 69      | 12        | 82        | 61         |
| 2000 | 398.800     | 465.000     | 85,8        | 63         | 50         | 13         | 6.330                     | 70      | 13        | 82        | 61         |
| 2001 | 410.000     | 465.000     | 88,2        | 72         | 60         | 12         | 5.694                     | 70      | 12        | 86        | 62         |
| 2002 | 410.000     | 465.000     | 88,2        | 65         | 53         | 12         | 6.307                     | 61      | 12        | 86        | 62         |
| 2003 | 398.800     | 465.000     | 85,8        | 66         | 57         | 9          | 6.042                     | 67      | 9         | 86        | 62         |
| 2004 | 398.800     | 465.800     | 85,6        | 67         | 58         | 9          | 5.952                     | 67      | 9         | 89        | 62         |
| 2006 | 366.020     | 476.000     | 76,9        | 71         | 60         | 11         | 5.155                     | 74      | 11        | 87        | 60         |
| 2012 | 390.000     | 515.000     | 75,7        | 80         | 72         | 8          | 4.875                     | 74      | 8         | 47        | 62         |
| 2015 | 399.000     | 527.000     | 75,7        | 81         | 73         | 8          | 4.925                     | 103     | 8         | 54        | 64         |
| 2018 | 409.090     | 540.250     | 75,7        | 95         | 84         | 11         | 4.306                     | 108     | 15        | 54        | 64         |
| 2020 | 375.800     | 504.400     | 74,5        | 85         | 78         | 7          | 4.421                     | 104     | 8         | 30        | 64         |
| 2022 | 381.000     | 512.000     | 74,4        | 162        | 76         | 86         | 2.351                     | 95      | 86        | 30        | 64         |
| 2023 | 383.000     | 503.000     | 76,1        | 84         | 75         | 9          | 4.559                     | 111     | 16        | 30        | 64         |